# Makoto Hasebe
Makoto Hasebe (jap. 長谷部 誠 Hasebe Makoto; * 18. Januar 1984 in Fujieda) ist ein ehemaliger japanischer Fußballspieler. Er wurde meist als defensiver Mittelfeldspieler eingesetzt, spielte aber auch als Innenverteidiger oder Libero. Hasebe wechselte als 23-Jähriger nach Deutschland zum VfL Wolfsburg, mit dem er 2009 Deutscher Meister wurde. Nach einem Jahr beim 1. FC Nürnberg stand er zehn Jahre beim deutschen Bundesligisten Eintracht Frankfurt unter Vertrag, mit dem er 2018 den DFB-Pokal sowie 2022 die Europa League gewann. Er war Kapitän der japanischen A-Nationalmannschaft, für die er 114-mal zum Einsatz kam.

## Vereine

### 2002–2007: Anfänge bei den Red Diamonds
Der aus Fujieda in der Präfektur Shizuoka stammende Hasebe wurde im Januar 2002 nach dem Abschluss der Oberschule Profi bei den Urawa Red Diamonds. In dieser Spielzeit kam er zu wenigen Einsätzen, wurde aber in der Folgesaison 2003 Stammspieler. In seinem dritten Jahr, 2004, sicherte er sich den New Hero Award im Nabisco Cup und wurde auch in die beste Elf der Saison gewählt. Mit den Red Diamonds gewann er über die Jahre zahlreiche Titel, so je einmal den nationalen Ligapokal und Supercup, zweimal den Kaiserpokal, 2006 die Japanische Meisterschaft und 2007 die AFC Champions League. Bis Jahresende 2007 absolvierte Hasebe 150 Spiele in der J1 League und erzielte 12 Tore.

### 2008–2013: Deutscher Meister mit dem VfL Wolfsburg
Im Januar 2008 verließ Hasebe die Urawa Red Diamonds und wechselte nach Europa zum VfL Wolfsburg in die Bundesliga. Dort kam er vor allem als Ersatz für die zentrale defensive oder offensive Position zum Einsatz. Sein Bundesligadebüt gab er am 2. Februar 2008 im Spiel gegen Arminia Bielefeld. Am 30. Spieltag derselben Saison erzielte er seinen ersten Pflichtspieltreffer für den VfL. Beim 2:2 gegen Bayer 04 Leverkusen traf der Japaner zur zwischenzeitlichen 2:1-Führung. In der Folgesaison war das Mittelfeld der Wolfsburger mit Christian Gentner, Josué und Zvjezdan Misimović gesetzt. Um den vierten Platz in dieser Formation kämpfte Hasebe meist mit Ashkan Dejagah. Nach Ablauf der Spielzeit 2008/09 wurde er mit dem VfL Deutscher Meister. Es war der erste Meistertitel der Vereinsgeschichte. In der neuen Saison spielte Hasebe in allen sechs Gruppenspielen der Wolfsburger in der Champions League, die der Verein als Gruppendritter beendete und somit in die Europa League abstieg. In den folgenden Spielzeiten blieb der Japaner überwiegend Stammspieler, insbesondere im letzten Drittel der Saison 2010/11, in der Wolfsburg erst am letzten Spieltag den Klassenerhalt sicherte.
Am 6. Spieltag der Saison 2011/12 hütete Hasebe ab der 80. Minute im Spiel gegen die TSG 1899 Hoffenheim das Tor der Wolfsburger, da Torhüter Marwin Hitz die Rote Karte gesehen und die Wolfsburger bereits dreimal gewechselt hatten. Dabei kassierte Hasebe das Tor zum 1:3-Endstand durch Roberto Firmino.
Sein letztes Spiel für Wolfsburg absolvierte der Japaner zu Beginn der Saison 2013/14. Insgesamt kam er für den Verein in 135 Bundesligaspielen zum Einsatz und traf 5-mal.

### 2013–2014: Verletzungspech und Abstieg in Nürnberg
Anfang September 2013 wechselte Hasebe am letzten Tag der Transferperiode innerhalb der Liga zum 1. FC Nürnberg. Er unterschrieb einen Vertrag über drei Jahre bis zum 30. Juni 2016. Sein Debüt für den FCN gab der Japaner am 5. Spieltag beim 1:1 gegen Eintracht Braunschweig. Im Januar 2014 zog er sich im Trainingslager einen Meniskusriss zu. Dadurch bedingt kam er in der Spielzeit nur auf 14 Pflichtspieleinsätze und konnte den Abstieg mit Nürnberg nicht verhindern.

### 2014–2024: Als Leistungsträger zum Pokalsieg und Europa-League-Sieg in Frankfurt

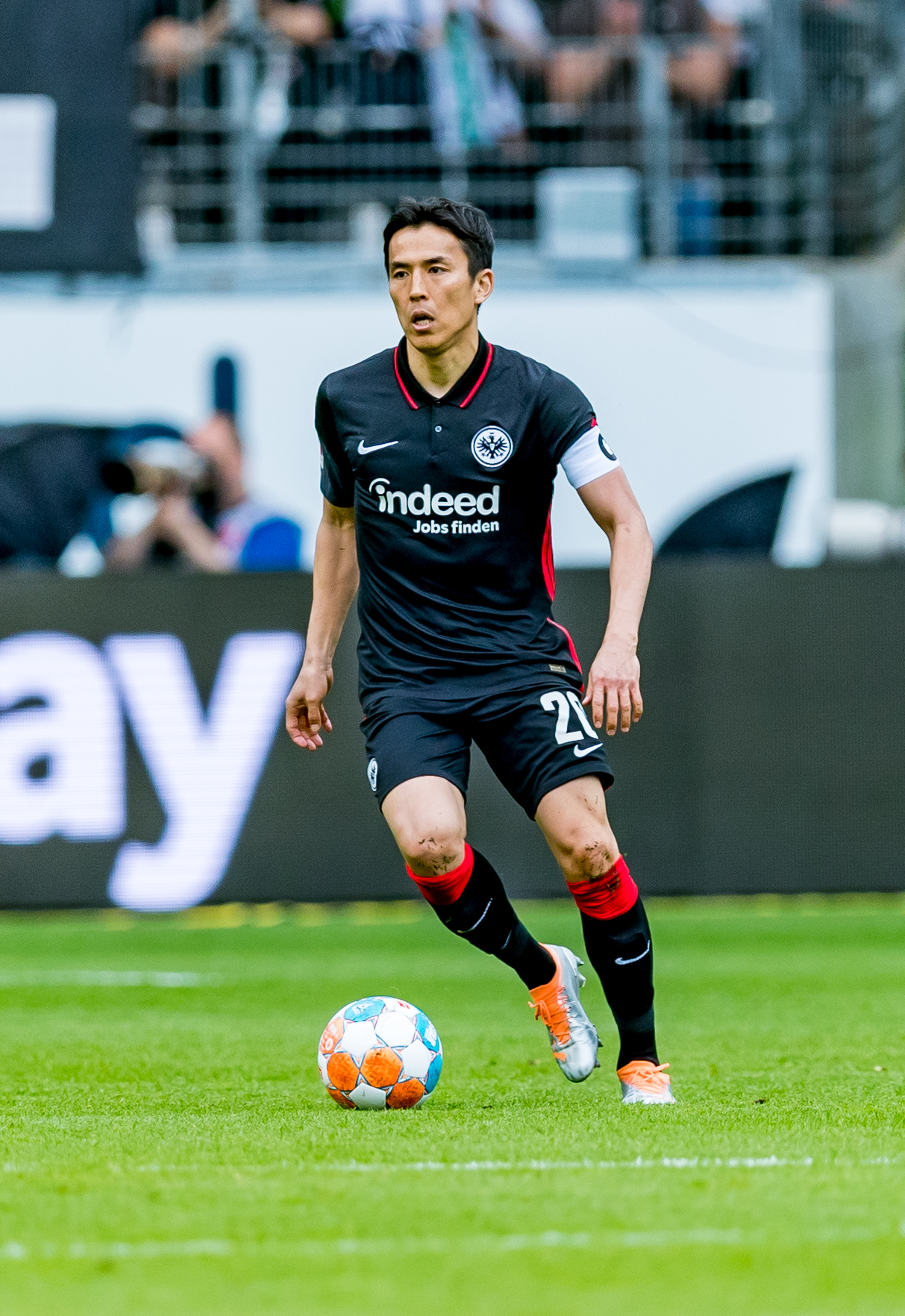
Hasebe im Mai 2022 mit Kapitänsbinde

Zur Saison 2014/15 wechselte Hasebe zum Bundesligisten Eintracht Frankfurt. Dort war er auf Anhieb Stammspieler und verpasste in seiner ersten Spielzeit lediglich ein Pflichtspiel. Auch in der Saison 2015/16 war er im Mittelfeld der Frankfurter gesetzt, die erst in der Relegation gegen Hasebes ehemaligen Verein Nürnberg den Klassenerhalt erreichten. Unter Frankfurts neuem Trainer Niko Kovač wurde der Japaner Ende Oktober 2016 erstmals auf der Position des Innenverteidigers als zentrales Glied einer Fünferkette aufgeboten und spielte fortan auf dieser Position. Mit der Mannschaft drang er in der Spielzeit bis ins Finale des DFB-Pokals vor, das mit 1:2 gegen Borussia Dortmund verloren wurde, wobei für Hasebe die Saison bereits im März 2017 aufgrund einer Knie-Operation beendet war.
In der Spielzeit 2017/18 belegte er mit der Eintracht den 8. Tabellenplatz in der Bundesliga und spielte sich darüber hinaus mit ihr erneut in das DFB-Pokal-Endspiel. Dort gewann die Mannschaft im Mai 2018 nach einem 3:1-Sieg gegen den FC Bayern München den ersten Titel seit 30 Jahren und qualifizierte sich dadurch für die Gruppenphase der Europa League. In letzterem Wettbewerb stand er in der folgenden Saison in allen 14 Spielen seiner Mannschaft über die volle Spielzeit auf dem Feld und drang mit ihr nach Siegen gegen Schachtar Donezk, Inter Mailand und Benfica Lissabon bis ins Halbfinale gegen den FC Chelsea vor, dem sie sich im Elfmeterschießen geschlagen geben musste. Aufgrund seiner starken Leistungen in der Saison wurde er vom Kicker-Sportmagazin sowohl im Winter 2018/19 als auch im Sommer 2019 als „Internationale Klasse“ eingestuft und von der Vereinigung der Vertragsfußballspieler am Saisonende in die Mannschaft der Saison aufgenommen. Mit seinem 309. Einsatz am 6. Juni 2020 gegen den 1. FSV Mainz 05 wurde Hasebe asiatischer Rekordspieler in der Bundesliga.
Zu Beginn der Saison 2020/21 war der Japaner mit seinen 36 Jahren erstmals der älteste Spieler in der Bundesliga. Nach dem Ende der Profikarriere von David Abraham im Januar 2021 wurde zwar kein fester neuer Mannschaftskapitän bestimmt, jedoch führte Hasebe die Eintracht anschließend bis Saisonende als Kapitän aufs Feld. Vor der Spielzeit 2021/22 wurde er vom neuen Cheftrainer Oliver Glasner als ein Stellvertreter des neuen Kapitäns Sebastian Rode benannt und absolvierte wettbewerbsübergreifend 26 Pflichtspiele. Am 18. Mai 2022 wurde er im Finale der Europa League gegen die Glasgow Rangers Mitte der zweiten Halbzeit eingewechselt und gewann das Spiel mit seiner Mannschaft im Elfmeterschießen.
Mit einem Einsatz am ersten Spieltag der Saison 2023/24 löste Hasebe mit seinen 39 Jahren Uli Stein als ältesten eingesetzten Spieler der Frankfurter Bundesliga-Geschichte ab. Am 18. Mai 2024 absolvierte Hasebe gegen RB Leipzig sein 384. und letztes Bundesligaspiel und wurde im Frankfurter Waldstadion verabschiedet. Gemeinsam mit Robert Lewandowski ist er hinter Claudio Pizarro (490 Spiele) auf Platz zwei der ausländischen Rekordspieler der Bundesliga.

## Nach der aktiven Karriere
Ab September 2024 wird er unter Dennis Schmitt Assistenztrainer der U21 der Eintracht, an die er vertraglich bis 2027 gebunden ist.

## Nationalmannschaft

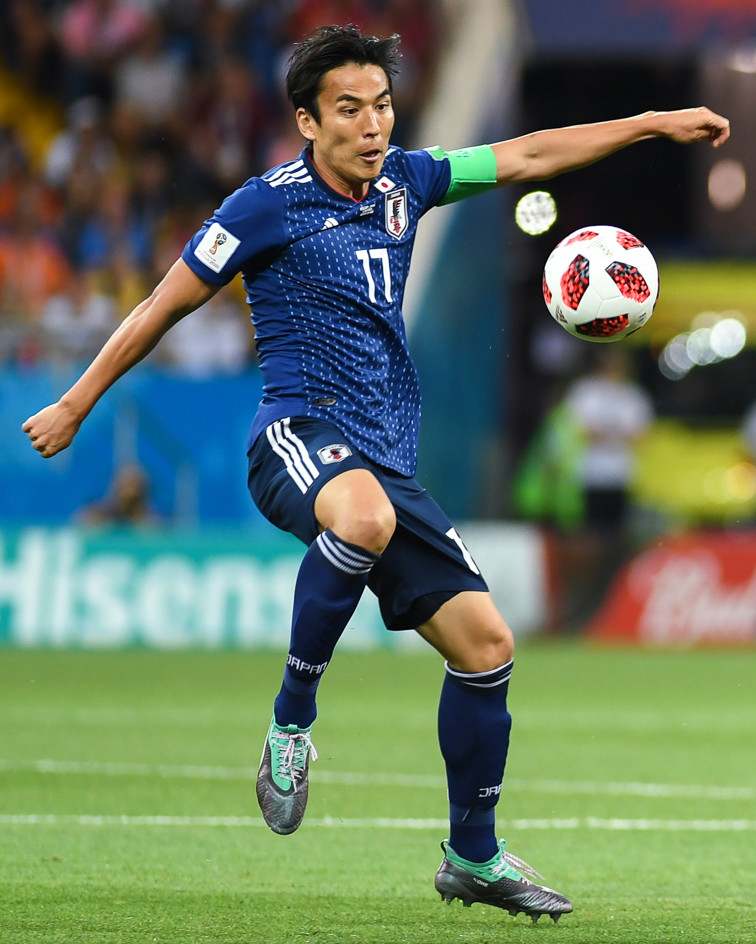
Hasebe bei der WM 2018

Bei den Auftritten der japanischen Nationalmannschaft Anfang des Jahres 2006 wurde Hasebe von Nationaltrainer Zico ins Aufgebot genommen. Sein Debüt gab er am 11. Februar 2006 gegen die USA. Er wurde zwar nicht in den Kader für die WM 2006 berufen, der neue Trainer Ivica Osim holte ihn aber für die ersten Spiele nach der Weltmeisterschaft wieder in die Nationalelf. Am 18. November 2009 traf er beim 4:0-Sieg gegen Hongkong erstmals für die A-Nationalmannschaft. Bei der WM 2010 stand Hasebe in allen Spielen in der Startformation und wurde vom japanischen Trainer Takeshi Okada zum Kapitän der A-Nationalmannschaft bestimmt. Bei der vom 7. bis 29. Januar 2011 in Katar stattfindenden Asienmeisterschaft erreichte er mit seiner Mannschaft das Finale, das mit 1:0 in der Verlängerung gegen Australien gewonnen wurde. 2014 spielte er mit Japan bei der Weltmeisterschaft, scheiterte aber in der Gruppenphase. Am 1. September 2016 absolvierte Hasebe bei der 1:2-Niederlage gegen die Vereinigten Arabischen Emirate sein 100. Länderspiel. Bei der WM 2018 erreichte er mit Japan das Achtelfinale und scheiterte dort an Belgien. Anschließend beendete Hasebe nach 114 Einsätzen seine Länderspielkarriere. Ende November 2018 wurde er von der Asian Football Confederation als „Asiens internationaler Fußballer des Jahres“ ausgezeichnet.

## Titel und Auszeichnungen

### Nationalmannschaft
- Asienmeister: 2011

### Vereine
International
- Europa-League-Sieger: 2022
- AFC-Champions-League-Sieger: 2007

Japan
- Japanischer Meister: 2006
- Japanischer Pokalsieger: 2005, 2006
- Japanischer Ligapokalsieger: 2003
- Japanischer Supercupsieger: 2006

Deutschland
- Deutscher Meister: 2009
- DFB-Pokal-Sieger: 2018
  - Finalist: 2017, 2023

### Auszeichnungen
- Wahl in die Mannschaft des Jahres der J. League: 2004
- Wahl zum besten Nachwuchsspieler der J. League: 2004
- Asiens internationaler Fußballer des Jahres: 2018
- Mitglied der VDV 11: 2018/19
- Einstufung als Internationale Klasse in der Rangliste des deutschen Fußballs: Winter 2018/19, Sommer 2019

## Persönliches
Hasebe ist verheiratet und Vater von zwei 2017 und 2021 geborenen Kindern.